# Ząbki przystanek
Ząbki przystanek – zlikwidowany wąskotorowy kolejowy przystanek osobowy w mieście Ząbki, w województwie mazowieckim, w Polsce.